# Henrik Brenkman
Henrik Brenkman, Heinrich Brenckmann ou Heinrich Brenckman (né le 11 décembre 1681 à Rotterdam – mort en 1736 à Culemborg) est un juriste néerlandais. Il est connu pour son étude du Corpus iuris civilis, qui a déclenché une controverse parmi les juristes de son époque.

## Biographie
Brenkman est connu pour son étude historique du Corpus iuris civilis publié à l'époque de l'empereur byzantin Justinien. Dans son Historia Pandectarum, il soutient les méthodes utilisées par Giuseppe Averani, ce qui amène d'autres spécialistes de l'empire byzantin à questionner la pertinence de l'étude de Brenkman, déclenchant ce qui sera appelé la « bataille des Pandectes » (battle of Pandectes). Cette œuvre majeure, Historia Pandectarum, est encore étudiée de nos jours.

## Œuvres
- Historia Pandectarum
- Tractatus cautelarum tam in schola quam in foro apprime utilis
- Albuminscriptie
- De eurematicis, diatriba
- De Republica Amalphitana
- Fatum exemplaris florentini
- Gemina dissertatio de Amalphi
- Henrici Brencmanni Epistola ad v. c. Franciscum Hesselium: qua examinantur praecipua capita Epistolae v. c. D. Guidonis Grandi de Pandectis; nec non dissertationis similis argumenti
- In Herennii Modestini librum singularem peri eurēmatikōn commentarius